# Geny Catamo
Geny Cipriano Catamo (* 26. Januar 2001 in Beira) ist ein mosambikanischer Fußballspieler, der als Flügelspieler oder Außenverteidiger bei Sporting Lissabon und der mosambikanischen Nationalmannschaft spielt.

## Karriere

### Verein
In Mosambik begann er seine Fußballausbildung beim CD Maxaquene und wurde später Jugendnationalspieler für Mosambik. Dann wechselte er zur Jugendakademie der Black Bulls, einem weiteren Verein aus Maputo. Im Rahmen eines Abkommens mit dem FC Porto reisten die besten Spieler der Black Bulls 2018 nach Porto, um mit der Jugendmannschaft des FC Porto zu spielen. Obwohl Catamo dort gut spielte, verhinderten bürokratische Probleme und unterschiedliche Ansichten über das Transfermodell mit den Black Bulls seinen Wechsel zum FC Porto. Er absolvierte auch ein Probetraining bei Benfica, blieb aber nicht dort. Stattdessen landete er bei Amora FC, einem portugiesischen Verein, dessen Fußball-SAD damals von mosambikanischen Investoren gehalten wurde.
2018 kam Catamo in Portugal an. Seine Leistungen für die Junioren- und Seniorenmannschaften von Amora FC veranlassten Sporting Lissabon, Catamo im Jahr 2019 zu verpflichten. Am 11. Juni 2019 wechselte Catamo auf Leihbasis von Amora FC zur Jugendakademie von Sporting. Im September 2020 unterzeichnete Catamo nach der Saison 2019720 in der Cristiano Ronaldo Academy einen Profivertrag bei Sporting. Sein erstes Mal auf der Ersatzbank für die erste Mannschaft hatte er im September 2021 gegen Porto, wo er das Trikot mit der Nummer 57 trug.
Nach zwei Leihgeschäften mit Vitória Guimarães und Marítimo Funchal und der Rückkehr zum Hauptkader von Sporting unterzeichnete Catamo am 22. Dezember 2023 einen neuen Fünfjahresvertrag, wobei seine Ausstiegsklausel auf 60 Millionen Euro festgelegt wurde.
Am 6. April 2024 trug Catamo mit zwei Toren enormen Anteil am 2:1-Heimsieg im Derby de Lisboa gegen den direkten Tabellennachbarn Benfica Lissabon. Der Heimsieg war mitentscheidend für den Gewinn der Meisterschaft, auch deshalb wurde Catamo zum Spieler des Spiels ernannt.

### Nationalmannschaft
Catamo machte im Dezember 2018 sein Debüt für die mosambikanische U20-Nationalmannschaft und erzielte dabei sein erstes Tor im COSAFA U-20 Cup 2018. Zuvor hatte er bereits an der COSAFA U-17-Meisterschaft 2017 teilgenommen.
Sein erstes Spiel für die mosambikanische A-Nationalmannschaft absolvierte Catamo am 10. September 2019 bei einem 2:0-Sieg gegen Mauritius, bei dem er erneut in seinem ersten Spiel ein Tor erzielte. Im Oktober 2021 traf er in einem WM-Qualifikationsspiel, wobei sein Treffer das einzige Tor für Mosambik bei der 1:3-Niederlage gegen Kamerun war.

## Erfolge und Titel
Sporting Lissabon
- Meister: 2024, 2025